# 狮子镇 (资中县)
狮子镇，是中华人民共和国四川省内江市资中县下辖的一个乡镇级行政单位。

## 行政区划
狮子镇下辖以下地区：
狮子社区、芳草堰村、黑山寺村、坊家铺村、天池山村、菜子冲村、廖家观村、高家寺村、铜马桥村、锣鼓山村、石龙寺村、双朝门村、李子园村、廖家寺村、小学湾村、级海寺村、筲箕堰村、玉林村、清明嘴村、长冲村、茶店村、天恩寨村和磨加墩村。